# Cordaites
A Cordaites a nyitvatermő ősfák (Cordaitales) rendjébe tartozó nemzetség.

## Tudnivalók
A Cordaites egy fosszilis növénynemzetség, amely a floridai Evergladeshez hasonló nedves területeken élt. A maradványok gyökerei között, gyakran találnak brakkvízben élő kagylókat és rákokat. A legtöbb megkövesedett Cordaitest, a késő karbon korszaki rétegben találták meg, Hollandia, Belgium és Németország területén lévő szénbányákban. E növények körülbelül 323-299 millió évvel éltek ezelőtt.

## Rendszerezés
A nemzetségbe az alábbi 4 faj tartozik:
- Cordaites hislopii
- Cordaites ludlowi
- Cordaites lungatus
- Cordaites principalis

## Fordítás
- Ez a szócikk részben vagy egészben  a   Cordaites című angol Wikipédia-szócikk ezen változatának fordításán alapul.  Az eredeti cikk szerkesztőit annak laptörténete sorolja fel. Ez a jelzés csupán a megfogalmazás eredetét és a szerzői jogokat jelzi, nem szolgál a cikkben szereplő információk forrásmegjelöléseként.